# Giuseppe Sabalich
Giuseppe Sabalich (Zara, 13 febbraio 1856 – Zara, 13 settembre 1928) è stato un giornalista, storico e poeta italiano, uno dei più importanti intellettuali di Zara dell’inizio ‘900.

## Vita
Figlio di Giuseppe e Rosa Vucovich (nelle fonti anche Vukovich), aveva pochi mesi quando la famiglia si trasferì a Venezia, dove visse fino al 1866. Tornato a Zara, vi frequentò le scuole locali: le sue prime prove di giornalismo furono legate al giornale degli studenti ginnasiali zaratini Tra noi, che lo vide nel 1872 fra i principali collaboratori. Laureatosi in legge a Graz nel 1878, fu per breve tempo impiegato nell'ufficio del Governo di Zara. Poco incline a quel tipo di attività, diede le dimissioni e iniziò la pratica notarile nello studio Pappafava: ben presto si rese conto della propria insofferenza anche verso tale professione, tuttavia mise a frutto quest'esperienza frequentando la vastissima biblioteca e l'archivio della famiglia Pappafava, ove poté leggere una serie di libri, pergamente e manoscritti, prevalentemente legati alla storia di Zara e della Dalmazia. La passione per gli studi non lo lascerà più, e ne fece uno dei massimi conoscitori di storia locale del suo tempo, attentissimo anche all'attualità e a qualsiasi forma di produzione artistica.
Collaboratore di circa un centinaio fra giornali e riviste, iniziò con una serie di articoli per L'Ofanto - un modesto giornale di Cerignola - ma nel volgere della sua vita scrisse fra l'altro per la carducciana Cronaca bizantina, per la rivista Natura e arte della casa editrice Vallardi, per La Lettura, per le riviste Avvenire e Difesa fondate dallo spalatino Antonio Bajamonti, per il giornale Libertà e lavoro di Giuseppe Caprin. Fu anche fondatore e direttore di due riviste letterarie, denominate Scintille (1886) e Cronaca Dalmatica (1888).
Personaggio di spicco dell'ambiente culturale zaratino, Sabalich condusse una vita punteggiata di aneddoti singolari: si racconta che temesse di passare sotto il campanile del Duomo, per timore che questo crollasse; sul suo conto correva anche la storiella secondo la quale si facesse accompagnare sempre da un amico nelle sue frequentazioni dei caffè cittadini per fargli bere anche un sorso della bevanda da lui ordinata, temendo di ammalarsi ma non volendo dare l'impressione di non consumare l'ordinazione; allo stesso modo, non osava premere i bottoni dei campanelli elettrici per paura di fulminarsi e dormiva con porte e finestre spalancate in ogni stagione, per riuscire a scappare celermente in caso d'incendio. Grandi e piccole manie che sottintendevano qualche problema di natura fisica o psicologica, tanto che - ammalatosi di agorafobia e talassofobia - dovette rinunciare a tornare all'amata Venezia.
Sabalich - come gran parte degli italiani zaratini - fu sensibile al tema della salvaguardia della lingua e della cultura italiana nell'Adriatico orientale. Fu uno dei fondatori del gruppo zaratino dell'associazione Pro Patria, sciolta nel 1890 ma sostituita in breve tempo dalla Lega Nazionale.
Visse in modo ritirato gli ultimi anni della sua vita, morendo nella sua città natale - occupata dalle truppe italiane alla fine della prima guerra mondiale e formalmente annessa al Regno d'Italia nel 1921, a seguito del Trattato di Rapallo - a settantadue anni.

## Opere

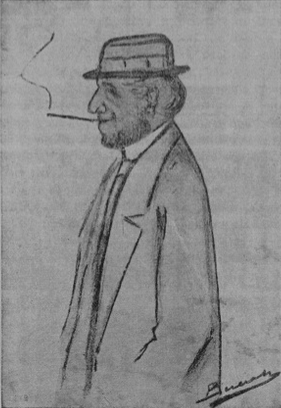
Giuseppe Sabalich in una caricatura degli anni '10 del '900.

La formazione di Sabalich sulle materie letterarie, storiche, archeologiche e folkloristiche fu prevalentemente da autodidatta, ma diventò la base per la sua vastissima produzione degli anni a venire, che comprese centinaia discritti fra commedie, monologhi, critiche teatrali, biografie, cronistorie, articoli, testi di canzoni, poesie (in italiano e in dialetto zaratino) e studi di vario tipo.

### Studi storici
La passione di Sabalich per la storia, in primis quella di Zara, si mantenne inalterata lungo tutta la sua vita. A lui è dovuta la prima guida turistica di Zara: quella Guida archeologica di Zara con illustrazioni araldiche stampata a Zara nel 1897 e ristampata in copia anastatica nel 1978. Fra le altre opere di carattere storico, sono da ricordarsi soprattutto: Sotto San Marco. Ritagli di storia e letteratura patria (1901), Civiltà latina in Dalmazia (1902), La Dalmazia nei commerci della Serenissima (1907), Monografie storiche zaratine (1911), fino a quel Ricerche di storia zaratina (1912) che costituisce una delle sue opere più complete, ricca di particolari, documenti e notizie.
Il suo capolavoro rimane comunque La Cronistoria Aneddotica del Teatro Nobile di Zara (1781-1881): un'opera pubblicata a dispense fra il 1904 e il 1922 ed in seguito ristampata in-folio in 347 pagine. Mancando il teatro di Zara d'un archivio, Sabalich raccolse documenti in archivi privati e biblioteche, accumulando ogni sorta di materiale legato alla storia teatrale zaratina andando a comporre un'opera dove la storia locale si mescola continuamente con la storia dello sviluppo culturale di Zara e del circondario: una sorta di «romanzo sociale» d'una serena città di provincia, all'interno di un periodo tormentato che parte dalla caduta della Repubblica di Venezia, passa attraverso la breve dominazione francese, arrivando infine alla dominazione austriaca fino alla chiusura del teatro nel 1881. La monografia pullula di figure vive e gustose macchiette locali che vengono raccontate con tono ironico, rendendo la lettura piacevole ed animata.

### Studi artistici
Oltre alla già cennata Guida archeologica, Sabalich scrisse una lunga serie di monografie legate alle bellezze artistiche di Zara. In particolare - oltre a decine di articoli apparsi su varie riviste - vanno ricordate le seguenti opere: I dipinti delle chiese di Zara (1906), Le miniature antiche di Zara (1909), Pitture antiche di Zara (1912-1913).

### Studi folkloristici
All'interesse per la storia, Sabalich unì nei suoi studì una spiccata attenzione per l'analisi dei costumi locali: dai racconti dei giochi di piazza alle raccolte di racconti tradizionali, aneddoti, piccoli e grandi eventi. A questo filone, strettamente commisto a quello storico, appartengono alcune fra le migliori opere del Sabalich: dalle Tradizioni popolari zaratine (1904) alle Curiosità storiche zaratine (1906), dalle Vecchie storie zaratine (1913), fino al notevole Giuochi popolari zaratini (1919), unica opera che ricorda i vecchi giochi di strada dalmati e le feste risalenti ai secoli andati: un bagaglio di piccolo folklore locale totalmente perduto, anche a causa dell'esodo della componente italofona dalla Dalmazia, conclusosi dopo la fine della seconda guerra mondiale.

### Opere teatrali, prose e poesie
Il teatro fu la principale passione di Sabalich: ad esso si dedicò lungo tutta la sua vita, componendo una settantina fra commedie, monologhi ed atti unici. Di essi tenne un ordinato elenco manoscritto: accanto al titolo egli aggiunse una serie di note per indicare se l'opera fosse stata pubblicata o rimasta allo stato di manoscritto, nonché se fosse stata rappresentata o no.
Esordì nel 1879 col monologo Le simpatie di Gemma, che godette di un discreto successo ed ebbe numerose repliche. Parte delle opere teatrali di Sabalich furono composte in lingua italiana e recitate fra Milano, Firenze, Genova, Torino, Venezia e Trieste: fra queste sono da ricordare Fra i due litiganti il terzo... perde (1884), Il giogo (1900), L'amico dell'uomo (1901), Una rappresentazione sacra a Traù (1902). Nel 1925 vennero raccolti in un unico volume I monologhi della Zanon, composti in svariati anni dal Sabalich per la famosa attrice Laura Zanon Paladini, con la quale intessé una lunga amicizia.
Il suo capolavoro è Gustavo Modena a Zara (1894): la storia dell'ipotetico viaggio del famoso attore e patriota veneziano - realmente esistito - il quale per questioni familiari deve raggiungere la cittadina dalmata. Il testo è ricco di equivoci e spunti comici, e per decenni fu in cartellone in Dalmazia ed in Italia.
In dialetto furono alcune fra le sue migliori sillogi di poesie: Soneti zaratini (1889), Bufonade (1890), Canzonete zaratine (1891). Sempre in dialetto è Le campane zaratine: una raccolta di sette lunghe poesie pubblicata postuma nel 1931, nelle quali l'autore ipotizza un dialogo fra i tocchi dei diversi campanili della sua città. Il carattere di questi versi è fra il melanconico e il tragico: come se l'autore - giunto in prossimità della fine della propria esistenza - potesse prefugirare anche la successiva distruzione di Zara e la fine di un mondo:
(Madona del Castelo)

### El sì
Oltre ai suoi studi prediletti, saltuariamente Sabalich si interessò di chiromanzia, cinematografia e musica: fra le sue canzoni rimase celebre El sì (1895), che - musicata dal maestro Leone Levi - divenne in breve l'inno informale dei Dalmati italiani all'interno di un periodo di aspra lotta nazionale con la maggioranza croata della regione, che negava il diritto degli italiani autoctoni di utilizzare la propria lingua materna e ne perseguiva apertamente l'assimilazione:
(El sì)
Sabalich fu talmente legato a questa sua opera da lasciare in un appunto manoscritto il seguente semiserio testo per la propria autobiografia: «Giuseppe Sabalich del fu Giuseppe è il celebre autore della canzone del SÌ».

## Lascito
Per molti decenni gli unici lavori dedicati a Sabalich furono legati all'ambito locale italiano o al mondo dell'esodo istriano-dalmata: studi di Ildebrando Tacconi, Marco Perlini, Antonio Just-Verdus, apparsi su riviste specializzate quali La Rivista Dalmatica o gli Atti e Memorie della Società Dalmata di Storia Patria. In Jugoslavia prima e in Croazia poi, Sabalich era completamente ignorato, anche a causa della damnatio memoriae che colpì in quel paese tutta la storia della componente italiana della Dalmazia. Il nome Calle Giuseppe Sabalich, via zaratina intitolatagli nel corso degli anni trenta, venne eliminato dagli jugoslavi e mai più ripristinato.
La sua riscoperta in Croazia fu dovuta ad un testo del 1998 della studiosa Nedjeljka Balić Nižić dedicato agli autori zaratini di lingua italiana negli anni precedenti la prima guerra mondiale, all'interno del quale una trentina di pagine fu dedicata a Sabalich. A partire da quell'opera, diversi furono gli apporti di studiosi croati all'approfondimento dell'analisi delle multiformi opere di Sabalich, che contribuiscono a definirne l'importanza per la storia dalmata, ed in particolare zaratina.

## Pubblicazioni
- Fra i due litiganti il terzo... perde. Proverbio in un atto, S. Artale, Zara 1884
- La ginnastica nella poesia antica, G. Woditzka, Zara 1886
- Leggenda eterna. Bozzetti, E. Quadrio, Milano 1887
- Pro-patria. Ai giovani dalmati, S. Artale, Zara 1887
- Francesco Suppé e l'operetta, E. Vitaliani, Zara 1888
- Per la storia critica di un verso dantesco, in Atti e memorie dell'Ateneo veneto, vol. 2 (1889) pp. 75-90
- Sonetti zaratini. Saggio in vernacolo, Nani, Zara 1889
- Guida archeologica di Zara con illustrazioni araldiche, L. Woditzka, Zara 1897
- Acquarelli veneziani. Sonetti, L. Woditzka, Zara 1898
- Il giogo. Commedia in un atto, S. Artale, Zara 1900
- Monologhi e scene, S. Artale, Zara 1900
- L'amico dell'uomo. Cicalata zoologico-sociale, S. Artale, Zara 1901
- La fiorera. Monologo, Melfi & Gioele, Napoli 1901
- Sotto san Marco. Ritagli di storia e letteratura patria, S. Artale, Zara 1901
- Chiacchiere veneziane, Gentile, Fabriano 1902
- Civiltà latina in Dalmazia, S. Artale, Zara 1902
- Cronistoria aneddotica del Teatro nobile di Zara. 1781-1881, F. Battara, Fiume 1904
- Il mercato. Dramma in un atto, S. Artale, Zara 1905
- Curiosità storiche zaratine, S. Artale, Zara 1906
- I dipinti delle chiese di Zara. Ricerche critiche documentate con illustrazioni artistiche fotografiche, P. Jankovic, Zara 1906
- La Dalmazia nei commerci della Serenissima, E. Vitaliani, Zara 1907
- Cronache zaratine dei tempi andati, P. Jankovic, Zara 1908
- Houmeni d'arme in Dalmazia, S. Artale, Zara 1909
- Le miniature antiche di Zara, P. Jankovic, Zara 1909
- Monografie storiche zaratine, P. Jankovic, Zara 1911
- I monologhi, S. Artale, Zara 1911
- Pitture antiche di Zara. Ricerche critiche documentate con illustrazioni artistiche fotografiche, S. Artale, Zara 1912-13
- Teatro, S. Artale, Zara 1913
- Vecchie storie zaratine, E. Vitaliani, Zara 1913
- Giuochi popolari zaratini, A. Nani, Zara 1918
- Antichità zaratine, R. Prefettura, Zara 1925
- I monologhi della Zanon, Zanetti, Venezia 1925
- I proverbi zaratini delle stagioni, R. Deputazione, Venezia 1925
- I bezzi strigai. Dramma in tre atti, E. De Schonfeld, Zara 1928